# Nyx (Millieriidae)
Nyx là một chi bướm đêm thuộc họ Millieriidae.

## Các loài
- Nyx puyaphaga Heppner, 1982
- Nyx viscachensis Beeche, 1998